# Гагарин, Иван Иванович
Князь Иван Иванович Гагарин (ум. 19 августа 1656) — голова и воевода во времена правления Михаила Фёдоровича и Алексея Михайловича.
Из княжеского рода Гагарины. Младший сын князя Ивана Ивановича Гагарина по прозванию "Постный", упомянутый в 1605 году головою Ертаульного полка в Брянске. Имел старшего брата князя Василия Ивановича, упомянутого в сентябре 1633 года сеунчем, который приехал к Государю с известием о взятии города Серпейск.

## Биография
Показан в стряпчих. В июле 1633 года голова второй сотни дворян за Москвою-рекою с бояриным и князем Борисом Михайловичем Лыковым-Оболенским для охранения от прихода крымцев и нагайцев. В 1654-1656 годах второй воевода в Тобольске, где и умер на воеводстве.
По родословной росписи показан бездетным.

## Критика
В Боярской книге указаны несколько представителей рода: князь Иван Иванович стольник 1662-1676 годах и князь Иван Иванович, стряпчий 1640-1676, московский дворянин в 1676-1692 годах. В "Российской родословной книге" П.В. Долгорукова князья Гагарины Иваны Ивановичи указаны под номерами и с прозваниями: 18, 26, 50 (отец вышеуказанного), 65 (о ком статья), 68, 87 (Большой), 91 (Ворон), 96 (Борода), 97 (Меньшой), 145.